# Steatoda micans
Steatoda micans är en spindelart som först beskrevs av Henry Roughton Hogg 1922.  Steatoda micans ingår i släktet vaxspindlar, och familjen klotspindlar.
Artens utbredningsområde är Vietnam. Inga underarter finns listade i Catalogue of Life.